# 음소배열론
음소배열론(音素配列論, 영어: phonotactics)은 음운론의 하위 분야로, 한 언어 안에서 음소가 배열되는 제약, 즉 음소배열제약(音素配列制約, phonotactic constraint)을 다루는 학문이다. 음소배열제약은 범언어적으로 공통된 것도 물론 있으나, 대개 언어마다 매우 다르다. 가령 한국어에는 자음군 /st/가 존재하지 않으나 영어에서는 실현 가능하며, 슬라브어에서는 한국어와 달리 /l/과 /r/이 음절핵(성절 자음)으로 쓰일 수 있다.
음소배열제약에 의하여, 특정한 음운 또는 음운군이 단어의 음절 초(특히 첫 음절의 초)에 오는 것을 기피하거나 그 위치에서 특정한 조건하에 변형, 제한되거나 음가를 잃고 실현되기도 한다. 대표적인 예로 알타이어족의 많은 언어들에서 어두에 [r] [l] 음이 오는 것을 꺼리는 현상을 발견할 수 있다. 음소배열제약은 음절끼리 연결될 때 실현된다는 관점에서 음절구조제약(音節構造制約, syllable structure constraint)이라고도 한다.

## 한국어의 음절구조제약
한국어의 음절구조제약은 초성, 중성 종성 제약이 있다.
먼저 초성제약은 하나의 자음만이 올 수 있다는 것이다. 즉, 중세국어에는 존재했던 어두자음군은 현대 국어에서는 초성에 올 수 없다. 둘째, 초성에는 자음 18개만이 올 수 있다. 한글에서 자음은 19개인데, 이중 'ㅇ'을 제외한 자음이 초성에 모두 올 수 있다. 셋째, 고유어, 한자어에서는 초성 'ㄹ'이 발음되지 않는다. 넷째, 어두 음절의 경우 'ㅙ' 앞에 'ㅌ', 'ㄴ'이 올 수 없다.
두 번째로 중성제약이다. 중성은 음절 성분 가운데 필수적으로 있어야 한다. 두 번째로 단모음이나 이중모음 중 하나만 중성이 가능하다. 세 번째로 중성에 올 수 있는 하향이중모음은 '의'뿐이다.
마지막으로 종성제약이다. 종성에서 발음될 수 있는 자음은 7개(ㄱ,ㄴ,ㄷ,ㄹ,ㅁ,ㅂ,ㅇ)뿐이다. 둘째, 종성에 올 수 있는 자음의 최대 개수는 한 개이다. 셋째, 음절말 모든 자음은 불파음화된다.

## 참고 문헌
- 배주채 (2011). 《국어음운론 개설》 제2판. 경기: 신구문화사. ISBN 9788976681799.